# Чембе, Оберт
Оберт Чембе (англ. Obert Chembe; род. 23 октября 1989, Лусака) — замбийский шоссейный велогонщик.

## Карьера
В 2009 и 2012 годах дважды становился Чемпионом Замбии в групповой гонке. Был участником чемпионатов Африки.
Стартовал на Амашова Дурбан Классик, Доме 2 Доме, Туре Руанды и Тропикале Амисса Бонго в рамках Африканского тура UCI. В 2010 году в составе команды World Cycling Centre Team на европейских гонках Ля Кот Пикард и Джиро делле Реджони в рамках Кубка наций среди юниоров UCI.
В 2015 году в одиночку выиграл гонку Mazabuka Sugar Bike Race, опередив своих ближайших преследователей более чем на пять минут.
В 2022 принял участие в Играх Содружества, где стартовал в групповой гонке, но не смог финишировать.

## Достижения
2009
 Чемпионат Замбии — групповая гонка
2011
2-й Чемпионат Замбии — групповая гонка
2012
 Чемпионат Замбии — групповая гонка
2016
Tour de Mikango
2018
Tour de Mikango
2022 
Luapula Lakes and Waterfalls Tour
генеральная классификация
3-й этап
2-й на Tour de Mikango

## Рейтинги
| Год                 | 2010  |
| ------------------- | ----- |
| Африканский тур UCI | 161-й |
|                     |       |
| Источник: UCI       |       |